# Błędnik (anatomia)
Błędnik, labirynt – część ucha wewnętrznego kręgowców, odpowiedzialna za zmysł słuchu (narząd Cortiego) i równowagi (kanały półkoliste).
W jego obrębie wyróżnia się:
- błędnik błoniasty – zbudowany z tkanki łącznej, wypełniony śródchłonką (endolimfą)[1];
- błędnik kostny – wypełniony przychłonką (perylimfą), w której zawieszony jest błędnik błoniasty[1].